# HD 23277
HD 23277，又名BD+70 257，SAO 5000、HR 1138，是一颗恒星，视星等为5.44，位于銀經136.55，銀緯12.86，其B1900.0坐标为赤經3h 38m 49.3s，赤緯+70° 12.86′ 42″。